# 格拉斯許特魏爾湖

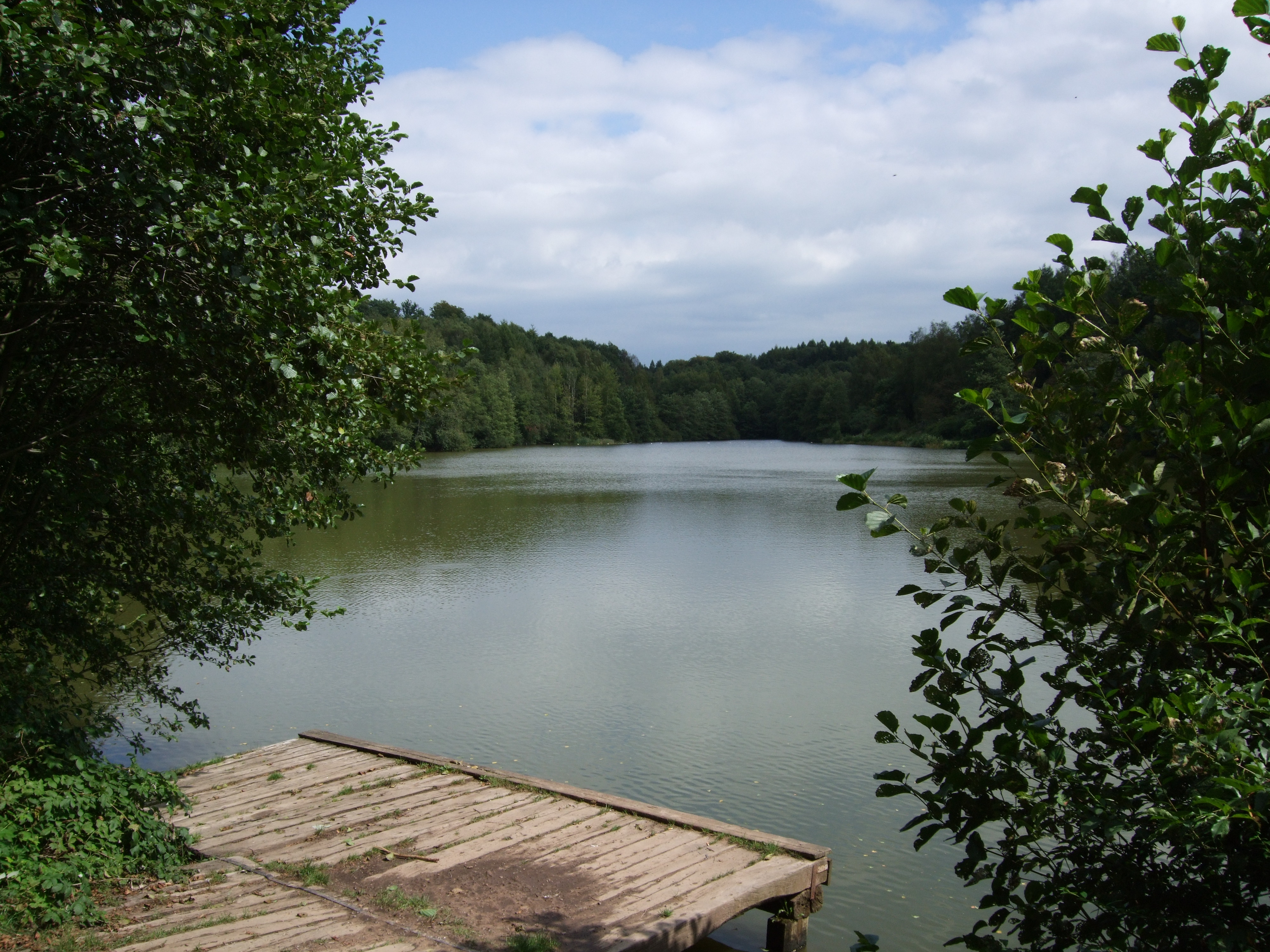

49°17′50″N 7°10′13″E / 49.297143°N 7.170382°E
格拉斯許特魏爾湖（德語：Glashütter Weiher），是德國的人工湖泊，位於該國西南部，由薩爾蘭州負責管轄，處於施皮森-埃爾沃斯貝格東南面2.5公里，長0.5公里、寬0.1公里，面積0.03平方公里。